# 건담 아스트레이 아웃 프레임
건담 아스트레이 아웃 프레임(영어: Gundam Astray Out Frame, 일본어: ガンダムアストレイ アウトフレーム)은 만화 및 소설 작품인 《기동전사 건담 SEED DESTINY ASTRAY》에 등장하는 모빌 슈트(MS)로 분류되는 가공의 유인 조종식 인간형 로봇 병기이다. 형식번호인 ZGMF-X12와 함께 ZGMF-X12 건담 아스트레이 아웃 프레임으로 표기된다. 작품 내에서는 주로 "아웃 프레임"으로 호칭되는 경우가 많다.

## 테스타먼트 건담
자프트가 개발한 뉴트론 재머 캔슬러(NJC) 탑재형 핵동력 모빌 슈트(MS)이다. "테스타먼트(testament)"는 "신과 사람 간의 계약"을 의미한다.

## 같이 보기
- 건담 시리즈의 병기 목록